# ۱۰ لت قزاقستان
۱۰ لت قزاقستان (به قزاقی: 10 let Kasakhstan) یک منطقهٔ مسکونی در قزاقستان است که در شهرستان کوک‌سو واقع شده‌است. ۱۰ لت قزاقستان ۲۶۳ نفر جمعیت دارد.